# الهجوم الهولندي في بالي (1906)
الهجوم الهولندي في بالي عام 1906 هو هجوم هولندي عسكري في بالي كجزء من القمع الاستعماري الهولندي، أسفر عنه مقتل أكثر من 1000 شخص، معظمهم من المدنيين. كان التدخل جزءًا من الحملة الهولندية لقمع معظم الهند الشرقية الهولندية. قتلت الحملة حكام بادونغ الباليين وزوجاتهم وأطفالهم، ودمّرت المملكتين الباليتين الجنوبيتين بادونغ وتابانان وأضعفت مملكة كلونغكونغ. كان هذا التدخلَ الهولندي العسكري السادس في بالي.

## سياق التدخل
كانت هولندا قد غزت مسبقًا شمال بالي بحلول منتصف القرن التاسع عشر، ودمجت مملكة جيمبرانا وبوليلينغ وكارانغاسيم في الهند الشرقية الهولندية، لكن الممالك الجنوبية، تابانان وبادونغ وكلونغكونغ، تمكنت من البقاء مستقلة. وقعت نزاعات عديدة بين الهولنديين والممالك الجنوبية، وكان من المتوقع أن يتدخّل الهولنديون عسكريًا حالما تتوفر ذريعة لذلك.
نشبت خلافات متكررة بين الهولنديين والملوك الباليين بشأن الحق في نهب السفن التي تغرق قبالة الشعاب المحيطة ببالي. وفقًا للتقليد البالي الذي يسمى تاوان كارانغ، اعتبر الملك البالي حطام السفن ممتلكات لهم، في حين أصر الهولنديون على أنها ليست كذلك. في 27 مايو 1904، اصطدمت بالشعاب سكّونةٌ صينية تسمى سري كومالا بالقرب من سانور، فنهبها الباليون. طالب الهولنديون بدفع تعويض، لكن ملوك بادونغ رفضوا دفع أي شيء، ودعمهم كل من ملك تابانان وملك كلونغكونغ. تسبب حاكم تابانان أيضًا في استياء هولندا لسماحه في عام 1904 بممارسة ستي (وهو طقس يضحي فيه الأقارب بأنفسهم عند وفاة الحاكم، يُسمى أيضًا ويساتيا)، على الرغم من إرسال طلب رسمي هولندي بعدم ممارسته.
في يونيو 1906، بدأ الهولنديون حصار السواحل الجنوبية وأرسلوا العديد من البلاغات النهائية.

## التدخل
في 14 سبتمبر 1906، هبطت قوة كبيرة من جيش الهند الشرقية الهولندية، تسمى الحملة العسكرية السادسة، في الجزء الشمالي من شاطئ سانور. كانت الحملة بقيادة اللواء م. ب. روست فان تونينجين. شنّ جنود بادونغ بعض الهجمات على معسكرات الهولنديين في سانور في 15 سبتمبر، وتجددت المقاومة في قرية إنتاران.

### كيسيمان
بشكل عام، تمكنت القوة من التحرك داخليًا دون مقاومة كبيرة، ووصلت إلى مدينة كيسيمان في 20 سبتمبر 1906. هناك، قُتل الملك المحلي -الذي كان تابعًا لملك بادونغ- على يد كاهنه، لأنه رفض قيادة مقاومة مسلحة ضد الهولنديين. أكلت النيران القصر وهُجرت المدينة.

### دنباسار
زحفت القوة إلى دنباسار، بالي، كما لو كانت في استعراض عسكري. اقتربوا من القصر الملكي (بوري)، ولاحظوا الدخان المتصاعد منه، وسمعوا قرعًا جامحًا على الطبول يصدر من داخل القصر.
عند وصولهم إلى القصر، ظهر موكب صامت بقيادة الراجا الذي يحمله أربعة رجال على مِحفَّة. كان الراجا يرتدي ملابس الحرق البيضاء التقليدية والمجوهرات النفيسة، ويحمل خنجرًا تقليديًا (كريس). ضمّ الموكب المسؤولين لدى الراجا وحراسه وكهنته وزوجاته وأطفاله وخدمه، مرتدين جميعهم نفس الملابس. استعدوا لمراسم الموت، إذ ارتدوا الملابس البيضاء، وحملوا خناجرهم التقليدية المبارَكة.
عندما أصبح الموكب على بعد مئة خطوة من القوة الهولندية، توقفوا ونزل الراجا من المحفة ثم أشار إلى كاهن غرز خنجره في صدر الراجا. بدأ باقي أفراد الموكب بقتل أنفسهم والآخرين، في طقس يُعرف باسم بوبوتان (القتال حتى الموت)، ثم ألقت النسوة باستهزاء المجوهرات والقطع النقدية الذهبية أمام الجنود.
دفعت «طلقة نارية طائشة» و«هجوم بالرماح والحراب» الهولنديين إلى إطلاق النار بالبنادق والمدفعية. مع خروج المزيد من الناس من القصر، تكوّمت تلال الجثث أكثر فأكثر. بلغ عدد الموكب بأكمله المئات، ويُقال أنه وصل إلى أكثر من 1000 شخص. سقط أفراد الموكب قتلى برصاص الهولنديين.
تقول الروايات الأخرى أن الهولنديين هم من أطلق النار أولًا على الباليين الذين يخرجون من بوابة القصر، والمجهّزين بالخناجر التقليدية (كريس) والرماح والدروع فقط، وأن الناجين قتلوا أنفسهم، أو جعلوا أتباعهم يقتلونهم وفقًا لما يفرضه طقس البوبوتان.
جرّد الجنود الجثث من أشيائهم الثمينة ونهبوا بقايا القصر المحترق. وسُوّي قصر دنباسار بالأرض.
بعد ظهر نفس اليوم، وقعت أحداث مماثلة في قصر بيميكوتان القريب، حيث يقيم الحاكم المشارك غوستي غيدي نغورا. أفسح الهولنديون المجال للنبلاء في بيميكوتان بقتل أنفسهم، وشرعوا في أعمال النهب.
تُعرف المجزرة محليًا باسم «بوبوتان بادونغ» وتُمجَّد كمثال على مقاومة العدوان الأجنبي. رُفع نصب تذكاري ضخم من البرونز في الساحة المركزية في دنباسار، حيث كان القصر الملكي قائمًا، تمجيدًا للمقاومة التي أبداها الباليون في طقس بوبوتان.